# منتخب جزر كوك تحت 17 سنة لكرة القدم للسيدات
منتخب جزر كوك تحت 17 سنة للسيدات لكرة القدم (بالإنجليزية: Cook Islands women's national under-17 football team)‏ هو ممثل جزر كوك الرسمي في المنافسات الدولية في في فئة كرة قدم تحت 17 سنة للسيدات، يديريه اتحاد جزر كوك لكرة القدم.